# Pseudoleskea arizonae
Pseudoleskea arizonae là một loài Rêu trong họ Leskeaceae. Loài này được R.S. Williams mô tả khoa học đầu tiên năm 1930.